# 永尾柚乃
永尾 柚乃（ながお ゆの、2016年〈平成28年〉10月15日 - ）は日本の子役。スペースクラフト所属。

## 経歴
東京都出身。「小さいころの思い出になれば」との母親の思いにより、1歳半の時にテレビドラマ『コールドケース2 〜真実の扉〜』で子役デビュー。2023年、テレビドラマ『ブラッシュアップライフ』で主人公の保育園時代（中身は33歳）を演じて話題となる。

## 人物
- 趣味は脚本づくり、特技は変なダンス[1]。テレビドラマ『科捜研の女』にはまっており、それをモチーフにした脚本を自身で執筆している[4]。
- 好きな芸能人は安藤サクラ、満島ひかり、沢口靖子、ザ・ドリフターズ、研ナオコ[1]。志村けんの持ちネタの「アイーン」を披露したこともある[5]。
- すぐれた記憶力を持ち、台本は「一度読んで寝て、朝起きると覚えている」という[6]。

## 出演

### テレビドラマ
- 連続ドラマW （WOWOW）
  - コールドケース2 〜真実の扉〜 第8話（2018年12月1日、） - 本木秀俊の孫 役[1]
  - ゴールデンカムイ-北海道刺青囚人争奪編- 第1話・第3話・第7話（2024年10月6日・20日・11月17日） - オソマ 役
- 一億円のさようなら（2020年10月11日、NHK BSプレミアム） - 加能美嘉（2歳時） 役
- 神様のカルテ 第4話（2021年3月8日、テレビ東京） - 小春 役
- 土ドラ（東海テレビ・フジテレビ）
  - 准教授・高槻彰良の推察 Season2 第6話 - 第8話（2022年3月19日・26日） - 長谷部千里 役
  - グランマの憂鬱 第5話・最終話（2023年5月6日・27日） - 迫田愛魅 役
- 拾われた男 LOST MAN FOUND（2022年6月 - 8月、NHK BSプレミアム / 2022年10月 - 12月、NHK総合） - 松戸福子 役
- 月曜22時枠 エルピス-希望、あるいは災い- 第7話・第8話・最終話（2022年12月5日・12日・26日、フジテレビ） - 中村優乃 役
- 日曜ドラマ ブラッシュアップライフ（2023年1月8日 - 3月12日、日本テレビ） - 近藤麻美（保育園時代） 役
- 大河ドラマ どうする家康 第5回（2023年2月5日、NHK） - 久松一家の子供 役
- NHKスペシャル アナウンサーたちの戦争（2023年8月14日、NHK総合） - 赤沼の娘 役
- 天狗の台所（2023年10月 - 12月、BS-TBS） - 大井ひな 役
  - 天狗の台所 season2 第1話・第6話（2024年10月22日・11月26日、BS-TBS） - 大井ひな 役[7]
- 知らないのは主役だけ（2023年10月9日、関西テレビ・フジテレビ）[8]
- ノンレムの窓 2023・冬「れんあいそうかんず」（2023年12月25日、日本テレビ） - 山岸しま 役
- ドラマ10 正直不動産2 第3話（2024年1月23日、NHK総合） - 岡田朋花 役[9]
- 金曜ナイトドラマ JKと六法全書（2024年4月19日 - 6月7日、テレビ朝日） - 桜木みやび（幼少期） 役[10]
- ブラック・ジャック（2024年6月30日、テレビ朝日） - ヒロイン・ピノコ 役[11]
- 科捜研の女 Season24 第6話（2024年8月14日、テレビ朝日） - 猪俣奈菜 役[12][13]
- 月9 嘘解きレトリック 第6話（2024年11月11日、フジテレビ） - ヤイコ 役[14]
- ドラマ9 D&D〜医者と刑事の捜査線〜 第6話（2024年11月22日、テレビ東京） - 日浦塔子（幼少期） 役[15]
- オクトー 〜感情捜査官 心野朱梨〜 Season2 第9話 - 最終話（2024年11月28日 - 12月12日、読売テレビ・日本テレビ） - 山神さくら 役[16][17]
- ドクターY〜外科医・加地秀樹〜 第7弾（2024年11月30日、テレビ朝日） - 芽美 役[18]
- 誘拐の日（2025年7月8日 - 、テレビ朝日） - ヒロイン・七瀬凛 役[19]
- 大追跡〜警視庁SSBC強行犯係〜 第6話（2025年8月13日、テレビ朝日） - 七瀬凛 役　※特別出演

### 配信ドラマ
- 愛なき森で叫べ The Forest Of Love 第3話（Netflix）
- THE3名様Ω 第95話（FOD） - ハナちゃん 役
- 龍が如く〜Beyond the Game〜（Amazon Prime Video） - 澤村由美（幼少期） 役

### 配信バラエティ
- 罵倒村（2025年5月13日配信開始、Netflix）

### 映画
- 総理の夫（2021年9月23日、東映/日活、河合勇人監督） - 相馬日向 役
- MIRRORLIAR FILMS Season3「可愛かった犬、あんこ」（2022年5月6日、井樫彩監督） - 泉谷みみ 役 ※短編映画
- さかなのこ（2022年9月1日、東京テアトル、沖田修一監督） - ミツコ（3歳時） 役
- ラーゲリより愛を込めて（2022年12月9日、東宝、瀬々敬久監督） - はるか（3歳時） 役
- Dr.コトー診療所（2022年12月16日、東宝、中江功監督）
- ゴールデンカムイ（2024年1月19日、東宝、久保茂昭監督） - オソマ 役[20]
- ゴッドマザー〜コシノアヤコの生涯〜（2025年5月23日、日活/東京テアトル、曽根剛監督） - コシノジュンコ（幼少期） 役[21][22]

### 吹き替え
- リロ&スティッチ（2025年6月6日） - リロ 役（マイア・ケアロハ）[23]

### バラエティ番組
- THE突破ファイル （日本テレビ）
  - 第150回 File.2「大水害からの決死の突破劇」（2023年6月29日）[24]
  - 第170回 File.2「CAと医師 決死の突破劇」（2024年2月8日）[25]
  - 第198回（2025年1月2日）[26]
- ゲストダイアン 第4回（2023年10月7日、朝日放送） - MC[27]
- オドオド×ハラハラ（2024年5月2日、フジテレビ）[28]
- クイズ!あなたは小学5年生より賢いの?（2024年5月10日・5月24日・5月31日・8月2日・8月16日、日本テレビ）
- ヒルナンデス!（2024年6月6日・7月18日・8月15日、日本テレビ）
- ハマダ歌謡祭（2024年9月20日・10月4日・11月1日、TBS）[29][30][31]
- THE MC3（2024年11月4日、TBS）[32]
- ラヴィット!（2025年4月1日[33]・3日[34]、TBS） - ゲスト

### 特別番組
- 24時間テレビ 愛は地球を救う47（2024年8月31日 - 9月1日、日本テレビ系）[35]
- 今夜復活!8時だョ!全員集合 不適切だけど笑っちゃう!ドリフ伝説コントBEST20!（2024年9月16日、TBSテレビ系）[36]

### CM
- ニチバン ケアリーヴ 治す力「Hello! 家族想いの絆創膏」篇（2022年7月15日 - 8月7日）[37]
- 理研ビタミン 素材力だし おだしの風味発見！篇（2022年10月22日 - ）[38]
- 日の出屋製菓産業 しろえび紀行（2022年11月1日 - ）[39][40]
- LIFULL LIFULL介護 「ライフルかいごちゃんにおまかせ」篇（2023年1月4日 - ）
- コメリ コメリリフォーム
  - 「子どもリポーター 安心」篇（2023年2月15日 - ）[41]
  - 「子どもリポーター 感動」篇（2023年4月15日 - ）[42]
  - 「子どもリポーター 光熱費にびっくり」篇／「子どもリポーター 洋式トイレで快適」篇（2023年9月16日 - ）[43]
- 湖池屋 湖池屋ポテトチップス
  - 「遠足の思い出」篇（2023年4月26日 - ）
  - 「じいじと孫」篇（2024年9月7日 - ）[44]
- 東洋水産 MARUCHAN QTTA コクしょうゆ味（2023年7月6日 - ）
- 明治プロビオヨーグルトR-1
  - 「一度きりの夏」篇／「子供の体調」篇 （2023年7月24日 - ）[45]
  - 「すごいぞEPS」篇／「冬はやっぱり弱るから。対策」篇（2023年10月20日 - ）
  - 「冬はやっぱり弱るから。冬実感」篇（2023年11月16日 - ）
  - 「三者面談」篇（2024年10月18日 - ）[46]
- P&G
  - 除菌ジョイコンパクト 逆さボトル（2023年8月1日 - ）
  - ジョイ 食洗機用ジェルタブ 予洗いなし篇（2023年10月1日 - ）[47]
- 東映 ONE PIECE FILM RED（2023年10月22日 - ）
- クラシエフーズ ポッピンクッキン・たのしいおすしやさん（2024年3月16日 - ）
- テーブルマーク カトキチさぬきうどん「冬はくびれ麺篇」（2024年12月14日 - ）[48]
- ソフトバンク
  - Perplexity Pro「白戸家 パープレに相談 英語」篇（2025年1月11日 - ）[49]
  - ペイトク「問う少女・ポイント」篇／「問う少女・手続き」篇／「問う少女・お店」篇（2025年3月15日 - ）[50]
- オリックス生命
- 麦飯石の水
  - 3代目イメージキャラクター（2025年5月 - サウンドロゴは初代・村山輝星のまま）
- ACジャパン（2025年7月1日 - ）
  - 2025年度日本盲導犬協会支援キャンペーン「盲導犬みいつけた!」に出演。 [51]

### 雑誌
- 小学一年生（小学館） - 2023年度モデル

### MV
- Little Glee Monster「Run」（2025年）[52][53]

### その他
- 成田山新勝寺「成田山節分会」（2024年）[54]
- 舞台『ハリー・ポッターと呪いの子』（2024年） - 春の応援大使[55]